# Aroga acharnaea
Aroga acharnaea är en fjärilsart som beskrevs av Edward Meyrick 1927. Aroga acharnaea ingår i släktet Aroga och familjen stävmalar. Inga underarter finns listade i Catalogue of Life.